# Doria Achour
Pour les articles homonymes, voir Achour.
Doria Achour, née le 1er mars 1991, est une actrice et une réalisatrice franco-tunisienne.

## Biographie
Doria Achour est née le 1er mars 1991. Son père est l'auteur, metteur en scène et producteur de théâtre et de cinéma franco-tunisien Lotfi Achour, et sa mère, d'origine russe, est une dramaturge. Petite, elle accompagne ses parents lors de leurs répétitions et tournages, et s'intéresse naturellement à l'industrie du spectacle. À neuf ans, grâce à une annonce de casting remarquée par sa mère dans le journal Libération, elle obtient le rôle de la fille du couple joué par Sergi López et Sylvie Testud dans un film de Manuel Poirier, Les Femmes... ou les enfants d'abord..., sorti en 2002.
Elle apparaît ainsi dans quelques films les années suivantes, tels que L'Ennemi naturel de Pierre Erwan Guillaume sorti en 2004, L'Annulaire de Diane Bertrand sorti en 2005, L'École pour tous d'Éric Rochant sorti en 2006, etc. Elle continue pour autant ses études. Elle fait hypokhâgne et khâgne. Elle obtient ensuite une licence de lettres modernes  à l'université Paris-Diderot, puis un master de cinéma à l'université Paris-Sorbonne,,.
Elle reprend ensuite son parcours dans le cinéma comme actrice, jouant notamment en 2012 un personnage inspiré de la jeunesse de Cheyenne Carron, dans La Fille publique. Elle est retenue par Sylvie Ohayon, pour le premier rôle de son film Papa Was Not a Rolling Stone, aux côtés de Marc Lavoine et Aure Atika. En 2014, elle joue dans le long métrage réalisé par son père, Demain dès l’aube, consacré à la révolution tunisienne et sorti en 2016.
En 2013, elle réalise son premier court métrage, Laisse-moi finir avec Anissa Daoud, consacré également à la Tunisie et au Printemps arabe. Il obtient le Prix du public du concours de courts métrages Made in Med, en juin 2014. 
Elle réalise ensuite Le reste est l’œuvre de l’homme qui obtient le Prix international du jury Sundance TV 2017,.
En 2018, Doria Achour entame une collaboration avec Sylvain Cattenoy : ils co-écrivent et co-réalisent une série télévisée sur l'industrie musicale, Guépardes, produite par Bangumi et diffusée sur le groupe TF1 ; ils continuent à co-écrir par la suite, par exemple pour Scènes de ménages ou Clem.